# Aéroport de Kasba Lake
L'aéroport de Kasba Lake est un aéroport situé dans les Territoires du Nord-Ouest, au Canada.